# イオンモール佐野新都市
イオンモール佐野新都市 (イオンモールさのしんとし) は、栃木県佐野市に所在するイオンモール株式会社の運営するショッピングセンター。
2011年 (平成23年) 11月21日にイオン佐野新都市ショッピングセンターから名称変更された。

## 主なテナント
核店舗はイオンスタイル佐野新都市店である。
出店しているテナント全店の一覧・詳細情報は公式サイト「フロアガイド」を参照。

## 営業時間
店舗により異なる。詳細情報は公式サイト「営業時間のお知らせ」を参照。

## 駐車場
平面駐車場12台分に「身障者駐車場確保システム」が導入されている。このシステムは予め登録した顧客にリモコンを貸与し、専用駐車場に入庫できるものである。

## 路線バス
- 関東自動車
  - 佐野駅 - イオンモール佐野新都市 - 佐野新都市バスターミナル
- 佐野市生活路線バス「さーのって号」
  - 植下高萩線 佐野新都市バスターミナル - イオンモール佐野新都市 - 高萩町 - 植下町 - 植野町 - 市役所前 - 佐野駅
  - 犬伏線　佐野新都市バスターミナル - イオンモール佐野新都市 - 米山市営住宅 - 犬伏小学校前 - 厚生病院 - 相生町 - 市役所前 - 佐野駅